# Metarhizium anisopliae
Metarhizium anisopliae  (лат.) — вид энтомопатогенных грибов из семейства Clavicipitaceae. Обитает в почвах по всему миру и вызывает заболевания у различных насекомых, паразитируя на них. Известно около 200 видов насекомых, которые могут быть поражёнными этим грибом, в том числе: колорадский жук, реликтовый дровосек, термиты и другие. Его часто используют как биоагент по борьбе вредителями культурных растений. Предложен в качестве биоинсектицида против векторов Лайма.

## Разнообразие
В этом виде выделяют три формы и шесть разновидностей:
- Metarhizium anisopliae f. majus J.R. Johnst., 1915
- Metarhizium anisopliae f. minor J.R. Johnst., 1915
- Metarhizium anisopliae f. oryctophagum Frieder., 1930
- Metarhizium anisopliae var. acridum Driver & Milner, 2000
- Metarhizium anisopliae var. anisopliae
- Metarhizium anisopliae var. dcjhyium C.J. Dong, Jia M. Zhang, W.G. Chen & Y.Y. Hu, 2007
- Metarhizium anisopliae var. frigidum A.C. Rath, C.J. Carr & B.R. Graham, 1995
- Metarhizium anisopliae var. lepidiotae Driver & Milner, 2000
- Metarhizium anisopliae var. major (J.R. Johnst.) M.C. Tulloch, 1976

## Культивирование
Два способа получения биомассы:
- жидкостная ферментация на питательной среде (например, удобрение для комнатных растений + сахарный песок);
- выращивания культуры гриба на стерильном растительном субстрате (например, смеси пшена с отрубями).

При жидкостной ферментации споровомицелиальная масса имеет весьма низкую сохранность и быстро (в течение 3 месяцев) снижает свою биологическую активность на 2—3 порядка. В связи с чем способ культивирования на стерильном растительном субстрате является более целесообразным для наработки биомассы, стабильной по количеству жизнеспособных конидий, которая может длительное время храниться без потери биологической активности.

#### Вирулентность
Одним из возможных механизмов, обусловливающих изменение вирулентных свойств энтомопатогенных грибов, может быть спонтанная изменчивость.
Вирулентность энтомопатогенных грибов тесно связана с ферментативной активностью.
Пассирование штаммов и их морфологических вариантов через восприимчивое насекомое-хозяина позволяет увеличить вирулентность исходных штаммов и их морфоваров более чем в два раза за три пассажа.

#### Устойчивость кабиотическим факторам
При температуре +20 °С сухая и жидкая биомасса могут храниться без потери биологической активности и жизнеспособности в течение 12 месяцев. При температуре +6 °С жидкая и сухая формы сохраняют жизнеспособность в течение 12 месяцев, однако жидкая биомасса к концу этого срока снижает биологическую активность до нулевого значения.
Ультрафиолетовое облучение является наиболее сильным негативным фактором влияния на биоресурс гриба M.anisopliae, снижающим его жизнеспособность до нуля в течение 10 минут.

## Фунгицидные свойства
Оказывает действие ингибирующую активность возбудителей грибковых болезней растений Didymella applanata, Botrytis cinerea, Fusarium oxysporum, Rhizoctonia solani.